# Хамула Валентина Йосипівна
Валентина Йосипівна Хамула (1928, село Головниця, Волинське воєводство, Польща, тепер Корецького району Рівненської області, України — ?) — українська радянська діячка, новатор сільськогосподарського виробництва, ланкова колгоспу імені Молотова (імені Леніна) Корецького району Рівненської області. Депутат Верховної Ради УРСР 3-го скликання.

## Біографія
Народилася у селянській родині.
З 1948 року — ланкова колгоспу імені Молотова (потім — імені Леніна) села Головниці Корецького району Ровенської області. У 1949 році виростила по 750 центнерів цукрових буряків з одного гектара. 
Була членом комсомолу, працювала агітатором, організувала хор ланкових колгоспу. Обиралася депутатом Корецької районної ради депутатів трудящих Ровенської області.
Потім — на пенсії у селі Головниці Корецького району Рівненської області.